# Sacramento (Minas Gerais)
Sacramento, amtlich portugiesisch Município de Sacramento, ist eine brasilianische Gemeinde im Bundesstaat Minas Gerais. Die Bevölkerung wurde zum 1. Juli 2021 auf 26.556 Einwohner geschätzt, die Sacramentoer genannt werden und auf einer Gemeindefläche von rund 3073,3 km² leben. Sie liegt im Triângulo Mineiro, dem „Bergbau-Dreieck“ und steht bei der Bevölkerungszahl an 545. Stelle der 853 Gemeinden des Bundesstaates.

## Geographie
Umliegende Gemeinden sind im Norden Perdizes; im Nordosten Araxá und Tapira; im Südosten São Roque de Minas und Delfinópolis; im Süden Ibiraci; im Südwesten Pedregulho (SP) und Rifaina (SP); im Westen Conquista und Uberaba und im Nordosten Nova Ponte und Santa Juliana.
Die Entfernung zur Landeshauptstadt Belo Horizonte beträgt 480 km.
Das vorherrschende Biom ist brasilianischer Cerrado und Mata Atlântica. Sie liegt auf einer Höhe von 848 Metern.

### Klima
Die Gemeinde hat tropisches und tropisches Höhenklima, Aw nach der Klimaklassifikation nach Köppen und Geiger. Die Durchschnittstemperatur ist 21,5 °C. Die durchschnittliche Niederschlagsmenge liegt bei 1646 mm im Jahr. Im Südsommer fallen in Sacramento höhere Niederschläge als im Südwinter.

## Geschichte
Eine Erstansiedlung fand am 24. August 1820 statt, am 3. Juli 1857 wurde der Pfarrbezirk Freguesia de Sacramento gegründet, die Emanzipation als Vila fand am 13. September 1870 statt und die Stadtrechtsverleihung als Cidade am 3. Juni 1876.

## Kommunalpolitik
Bei der Kommunalwahl 2020 wurde Wesley de Santi de Melo, genannt Baguá, des Movimento Democrático Brasileiro (MDB) für die Amtszeit von 2021 bis 2024 zum Stadtpräfekten (Bürgermeister) gewählt.

## Söhne und Töchter der Gemeinde
- Carolina Maria de Jesus (1914–1977), Schriftstellerin
- Marcos Montes Cordeiro (* 1949), Arzt und Politiker